# Club Deportivo Guadalajara 2012-2013 (Spagna)
Questa voce raccoglie le informazioni riguardanti lo spagnolo Club Deportivo Guadalajara nelle competizioni ufficiali della stagione 2012-2013.

## Stagione
Per la seconda volta nella sua storia (peraltro consecutiva) il Guadalajara partecipa alla Segunda División. La stagione consente comunque alla squadra di ottenere la salvezza sul campo, ma irregolarità finanziarie riguardanti l'aumento del capitale della società hanno portato la Liga de Fútbol Profesional prima, la Commissione Disciplinare Spagnola dello Sport (CEDD) poi a indagare e retrocedere il Guadalajara.
In Coppa del Re l'Huesca sancisce l'eliminazione dei castigliani al secondo turno.

## Rosa
| N. |                    | Ruolo | Calciatore         |
| -- | ------------------ | ----- | ------------------ |
| 1  | Spagna (bandiera)  | P     | Miguel Escalona    |
| 3  | Spagna (bandiera)  | D     | Javi Barral        |
| 4  | Spagna (bandiera)  | D     | Espín              |
| 5  | Francia (bandiera) | D     | Mickaël Gaffoor    |
| 6  | Spagna (bandiera)  | C     | Ion Erice          |
| 7  | Spagna (bandiera)  | A     | Cristian Fernández |
| 8  | Spagna (bandiera)  | C     | Vicente Pérez      |
| 10 | Spagna (bandiera)  | C     | Jony               |
| 11 | Spagna (bandiera)  | C     | Álex García        |
| 12 | Spagna (bandiera)  | D     | Kike Tortosa       |

| N. |                   | Ruolo | Calciatore     |
| -- | ----------------- | ----- | -------------- |
| 13 | Spagna (bandiera) | P     | Toño           |
| 14 | Spagna (bandiera) | C     | Néstor Susaeta |
| 16 | Spagna (bandiera) | D     | César Soriano  |
| 17 | Spagna (bandiera) | A     | Kepa           |
| 18 | Spagna (bandiera) | A     | Gorka Azkorra  |
| 19 | Spagna (bandiera) | D     | Álex Ortiz     |
| 20 | Spagna (bandiera) | D     | Aitor          |
| 22 | Spagna (bandiera) | C     | Gerard Badía   |
| 23 | Spagna (bandiera) | C     | Álvaro Antón   |
| 24 | Spagna (bandiera) | C     | Álvaro Zazo    |